# Faucaria britteniae
Faucaria britteniae är en isörtsväxtart som beskrevs av L. Bol. Faucaria britteniae ingår i släktet Faucaria och familjen isörtsväxter. Inga underarter finns listade i Catalogue of Life.

## Bildgalleri

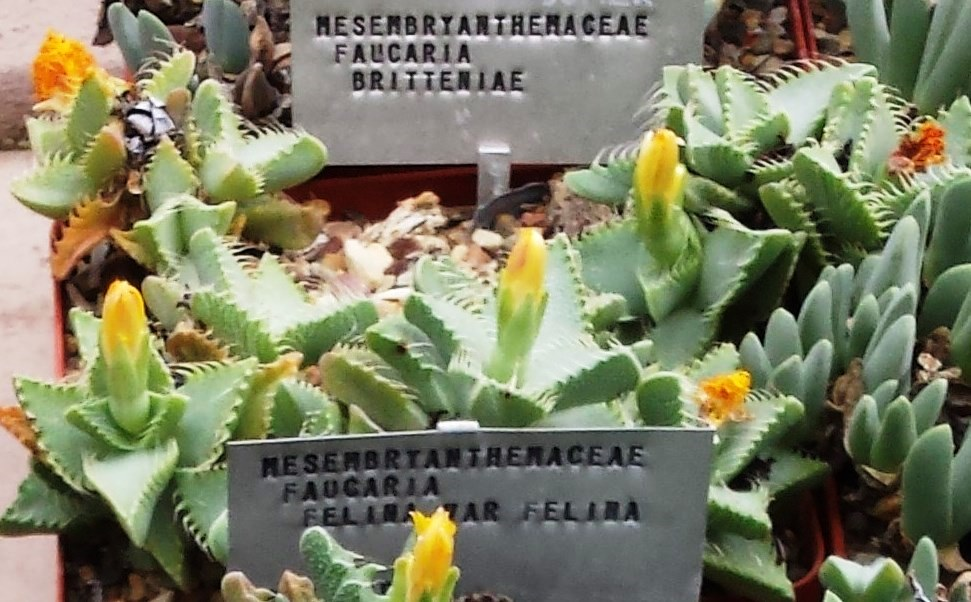
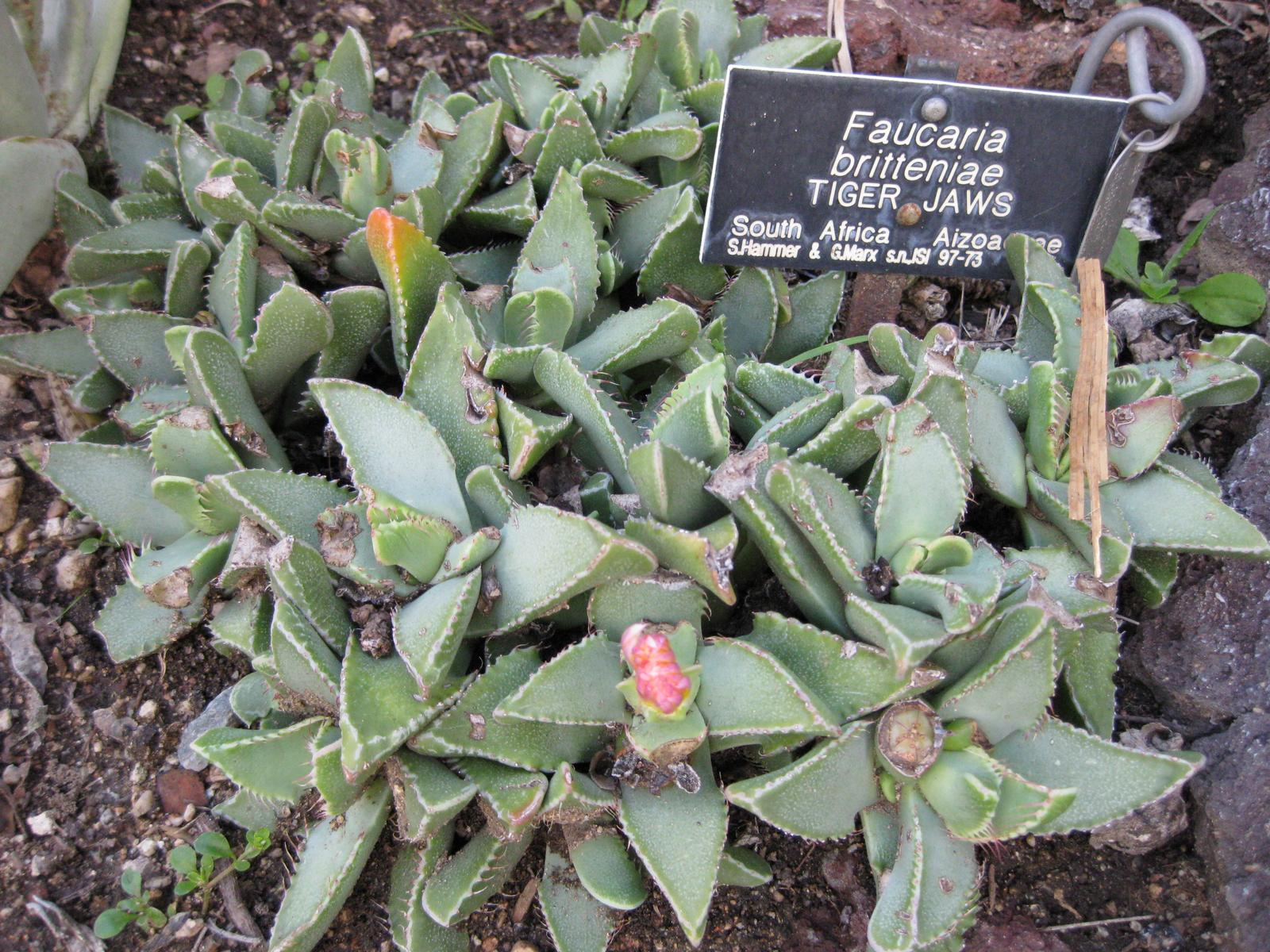
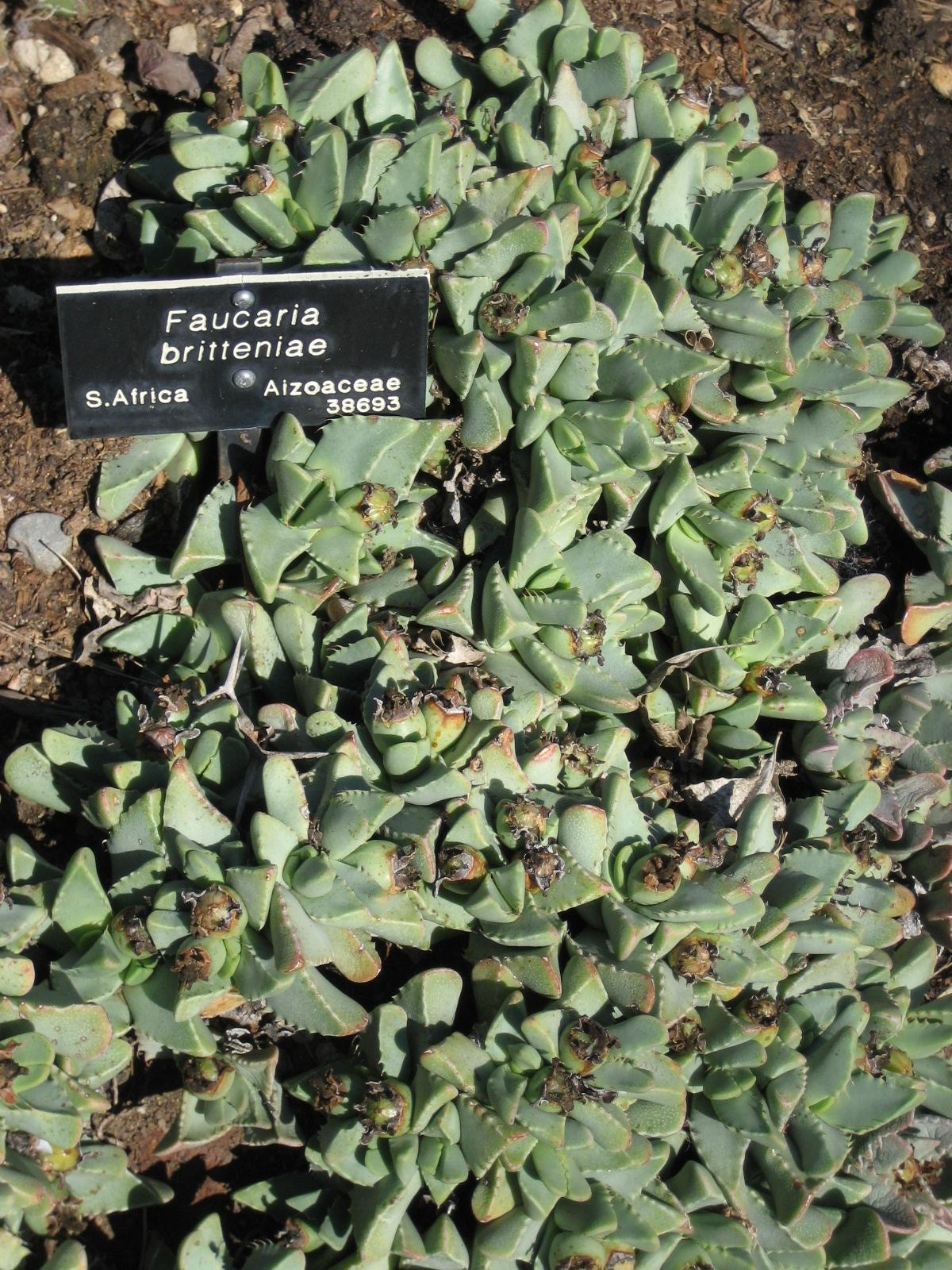